# Monnaies (revue)
Pour les articles homonymes, voir Monnaie (homonymie).
La revue Monnaies a été créée en 1991 par Bruno Collin (directeur de la rédaction) en association avec le groupe La Vie/Télérama. C'est un bimestriel numismatique français, en couleurs, de 68 pages. 8 numéros ont été publiés (le numéro 8 est daté de Juillet-Août 1992). 
Revue remplacée par la revue trimestrielle  Les Dossiers de la monnaie  en octobre 1993